# Luanne Hebb
Luanne Hebb, coniugata Krawetz (Prince Rupert, 7 marzo 1959), è un'ex cestista canadese.

## Carriera
Con il Canada ha disputato i Campionati mondiali del 1979.
Nel 2006 è stata introdotta nella UVic Sports Hall of Fame.